# Claude-Augustin Duflos
Pour les articles homonymes, voir Duflos.
Claude-Augustin-Pierre Duflos, ou Claude Duflos le Jeune, est un architecte et graveur français né le 10 mai 1700 et mort le 27 février 1786.

## Biographie
Claude-Augustin Duflos est né dans une famille d'ancienne bourgeoisie originaire de Picardie, issue d'Antoine Duflos (mort en 1630), notaire royal à Anizy-le-Château, dans l'actuel département de l' Aisne.

## Carrière

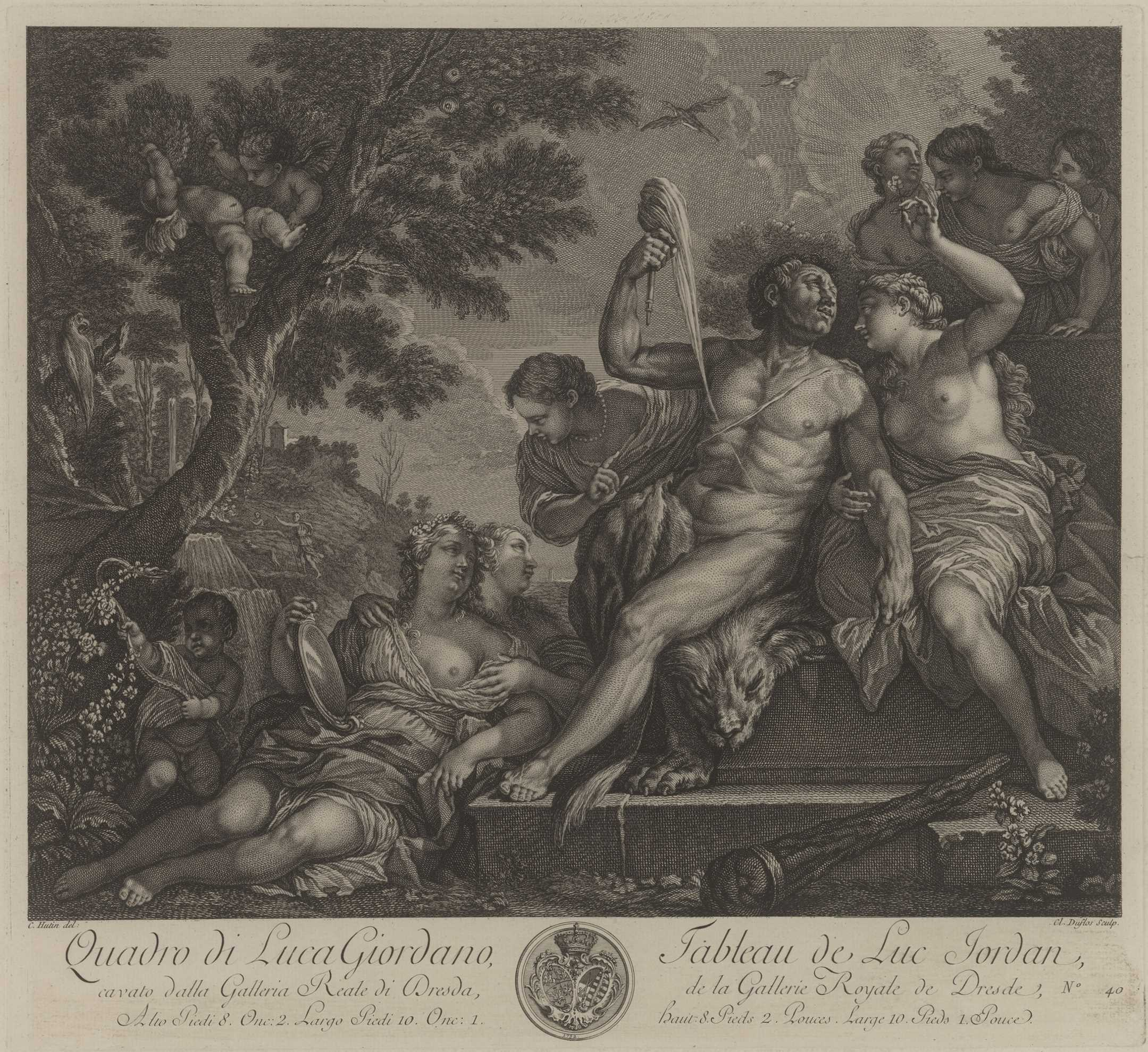
Hercule et Omphale d'après Luca Giordano (1750 ?, Gemäldegalerie Alte Meister).

Il est le fils  de Claude Duflos (1665-1727), graveur du roi à Paris. Il est l'auteur de plusieurs recueils d'estampes édités par ses soins chez son neveu Pierre Duflos le Jeune, au Cloître Saint-Benoît, situé près de la rue Saint-Jacques cf. sur Gallica.
Il exécute par ailleurs de nombreuses estampes d'après l’œuvre de François Boucher.
On lui attribue désormais des illustrations (eaux-fortes et burins) à caractère érotique pour une édition de La Pucelle d'Orléans de Voltaire, d'après des dessins de Clément-Pierre Marillier (1780 ?).